# تفنوت
تفنوت  (بالإنجليزية:

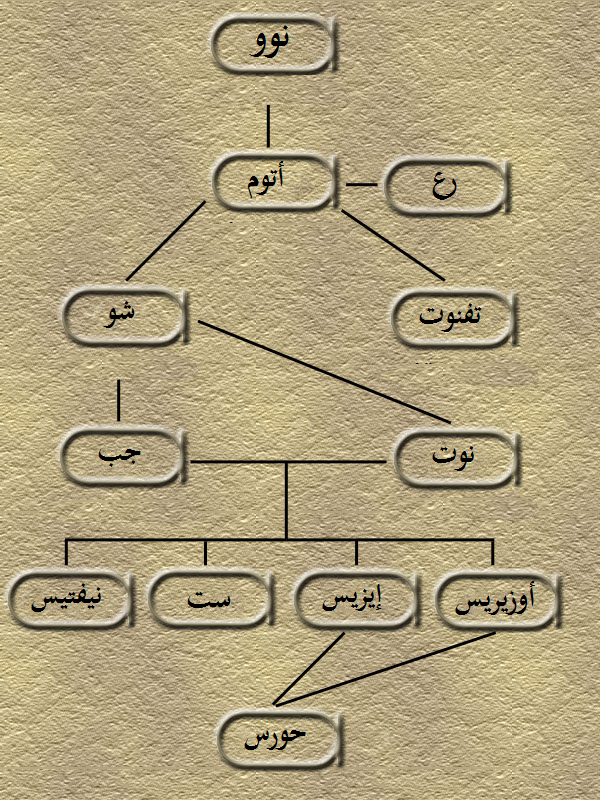
علاقة آلهة مصر القديمة بعضهم البعض.(تاسوع هليوبوليس)

Tefnut (أو Tefnet)) هي إحدى الآلهة في مصر القديمة وتنتمي إلى تاسوع هليوبوليس المقدس. وطبقا لأساطير قدماء المصريين أسس هذا التاسوع العالم من ماء ويابسة وسماء وكذلك الخليقة. كانت تسمى تفنوت أيضا «القطة النوبية» وأحيانا تسمى «الحقيقة». كانت تمثل النار. وكان علماء الآثار يعتقدون سالفا أنها تمثل الرطوبة، واستقر وصفها على أنها ترمز للنار.
.

## أصلها
تذكر نصوص الأهرام «تفنوت» في صعود فرعون إلى السماء بعد الموت بإسمها «كالحكيمة» أو «كالحقيقة». وطبقا لتلك النصوص يُري فرعون أنه أوزوريس الذي يمثل الماء:
ترجمة للنص الأهرام: أوه، جب، الثور في السماء، إنني حورس... لقد ذهبت وأعود الآن، كالاله الرابع من ضمن الأربعة آلهة، الذي يأتي بالماء. إنني صادق في كلامي بما فعلته في حياتي. إنني "تفن " (الحكيم)></>, الذي حكم مع تفنوت، نمثل "الحقيقتين" رغم عدم وجود شهود. وقد أمرت الحقيقتان أن يعود عرش جب إلي، حتى استطيع أن أرتفع على النحو الذي أردته. " (نص الأهرام 260). وينتمي نص الأهرام إلى نصوص المملكة المصرية القديمة إي نحو 2700 قبل الميلاد.
كما ذكرت تفنوت في عهد المملكة المصرية الوسطى على توابيت الموتى بالإشارة إلى ما جاء في نصوص الأهرام: " حينئذ قال أتوم: تفنوت هي ابنتي الحية، هي وأخوها شو. اسمه هو "الحياة" واسمها "الحقيقة"..."الحياة" تنام مع ابنتي "الحقيقة".

## آبائها

تمثيل تفنوت و شو يرفعان الشمس في السماء فوق الأفق.

تشكل مع أخيها إله الهواء شو أول من نشأ من الاله الخالق أتوم، وبذلك نشأت ازدواجية الذكر والأنثى، إذ أن أتوم نفسه كان هخنثا. كما توجد اسطورة أخرى عن نشأة تفنوت على أنها وأخيها شو أبناء إيزيس. ففي كتاب نوت يذكر مولد تفنوت مع مولد حورس.
وطبقا للتصور الأسطوري بأن أتوم خلق شو وتفنوت . وأن عين حورس اليسرى تمثل القمر وعينه واليمنى تمثل الشمس وشو.

## منزلتها

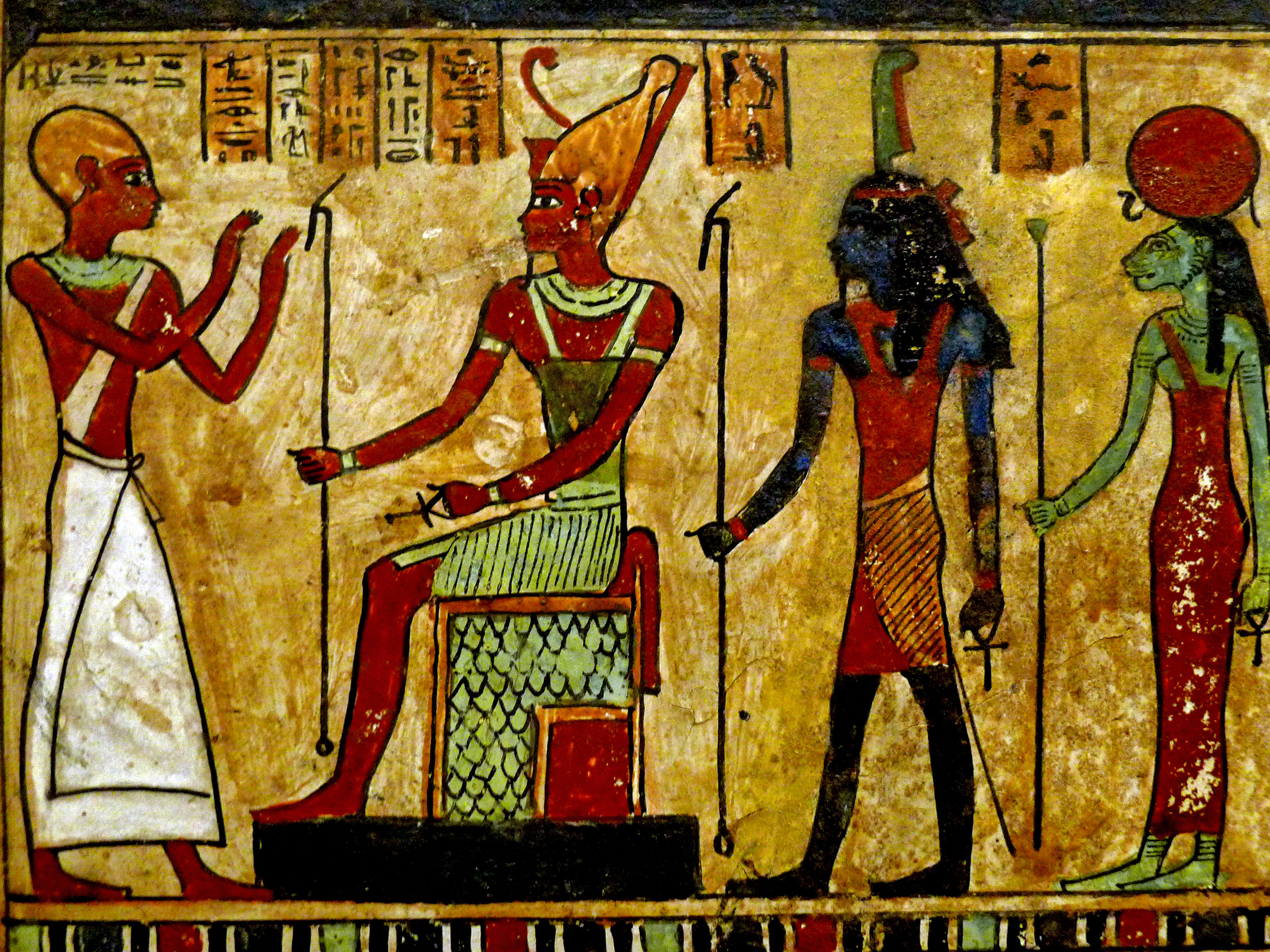
شو وتفنوت (وهي إلى اليمين) يقفان خلف أوزوريس يوم الحساب في السماء. (من متحف اللوفر).

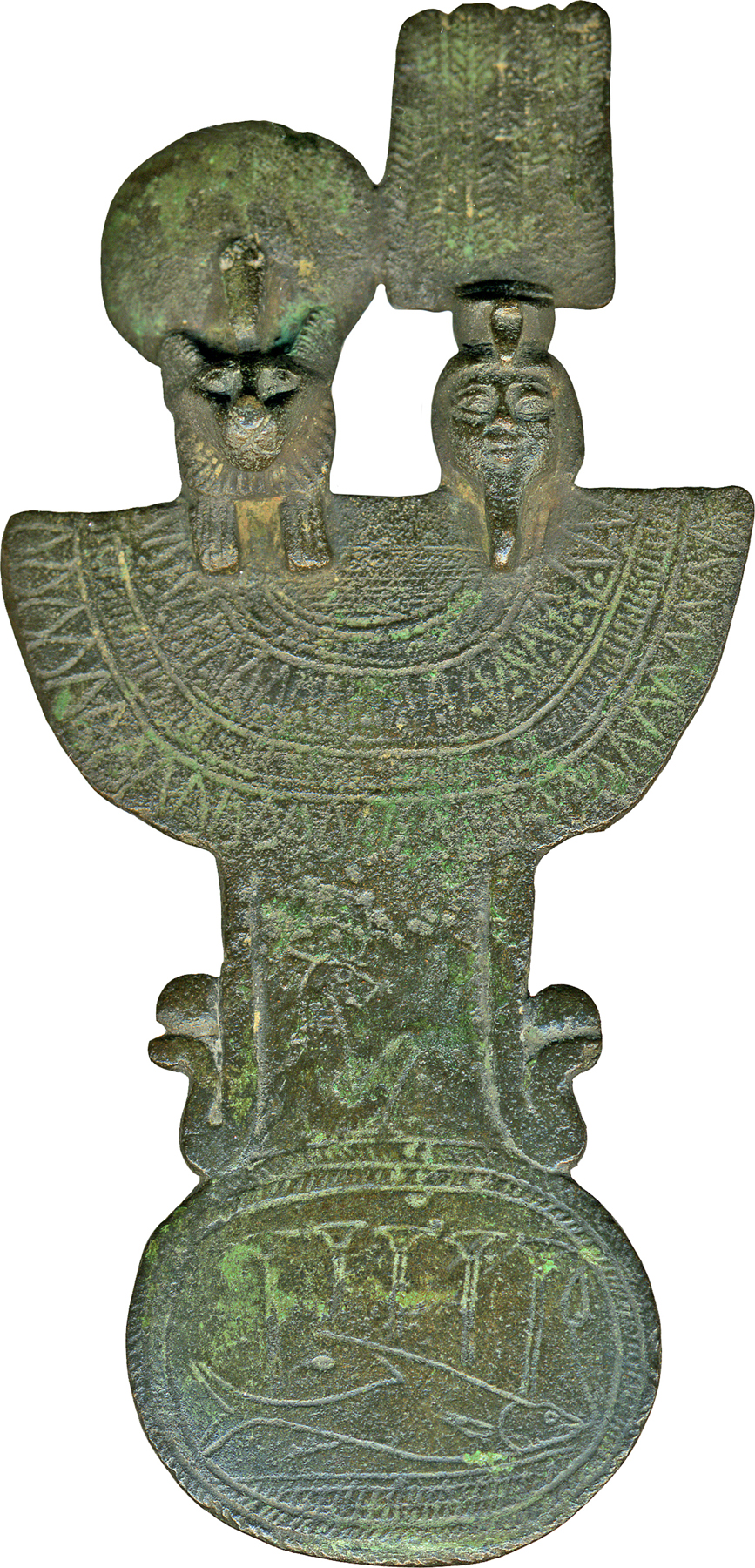
جزء برونزي من عقد زينة وعليه تفنوت وشو. (متحف والتر للفنون) - بالتيمور، ماريلاند.

تمثل تفنوت وأخوها شو الزوج الذي انجبته الآلهة: وهما يمثلان آباء جب إله الأرض ونوت إلاهة السماء. وكلما ذكر اسم تفنوت يذكر «جب» فهما قرينان. ولا تمثل تفنوت في هيئة «لبؤة» وإنما في هيئة «قطة نوبية». ولكن عندما يعتريها الغضب فهي تتحول إلى «اللبؤة المفترسة». تفنوت هي «الثعبان الأزلي» التي تمثل عين رع. وتذكر النصوص تحت عنوان «عودة الإلاهة»:
النص:«لقد انتهى الاحتفال والتهليل وضاعت حالة السكر ولا يعثر عليها. لقد ملأت المشاجرات كل مصر. وتجمدت صالة رع واصبحت صالة أتوم للسكر كئيبة. لقد ذهب الجميع معك واختفوا عن مصر. وأصبح السرور مع النوبيين» (من كتاب عودة الإلاهة).
ويتجلى عنف اللبؤة في قوتها كالثعبان الحارس على جبهة رع. ويذكر في مخطوطة "بردية هاريس": " عندما يرتفع رع في السماء فإن تفنوت تستقر على رأسه وتطلق زفيرها الناري ضد أعدائه." وتأتي صفتيها في نص آخر في معبد جزيرة فيلة: تكون غاضبة في هيئة سخمت وتظهر عند الفرح في صورة باستيت. " وكلاهما سخمت - اللبؤة المفترسة - وباستيت، القطة الفرحة، هاتان الصفتان متحدتان في تفنوت. وبعد اندماج أتوم ورع إلى "أتوم-رع" فقد وصف كل من شو وتفنوت كأبناء رع.

## أقرأ أيضا
- أتوم (إله)
- جب
- أسطورة إيزيس وأوزوريس